# Мала Добрава
Мала Добрава (словен. Mala Dobrava) — поселення в общині Іванчна Гориця, Осреднєсловенський регіон, Словенія. Висота над рівнем моря: 420,3 м.